# Amnius Anicius Julianus
Amnius Anicius Julianus (fl. aut. 297 - 7 septembre 329) était un homme politique de l'Empire romain.

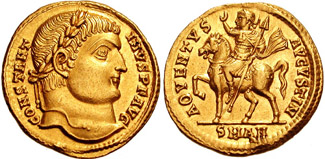
Après la défaite de Licinius au milieu de l'année 324, Constantin augmenta la production dans les hôtels des monnaies de l'Est afin de payer les coûts de ses dépenses accrues. L'augmentation rapide du nombre de pièces a entraîné de fréquentes variations des marques de frappe et de la légende du revers, d'où le profil de Constantin frappé sur la pièce.

## Vie
Fils de Sextus Anicius Faustus Paulinianus et de sa femme Amnia Demetrias.
Il était proconsul d'Afrique autour de 297, consul ordinaire II en 322 et préfet de l'urbe de Rome du 13 novembre 326 au 7 septembre 329.
Il se maria avec Caesonia Manilia, fille de Lucius Caesonius Ovinius Rufinius Manlius Bassus. Ils ont eu pour fils Amnius Manilius Caesonius Nicomachus Anicius Paulinus.